# Viteïta
La viteïta és un mineral de la classe dels sulfurs. Rep el nom del riu Vite, que flueix a prop de la localitat tipus.

## Característiques
La viteïta és un arsenur de fórmula química Pd₅InAs. Va ser aprovada com a espècie vàlida per l'Associació Mineralògica Internacional l'any 2019. Cristal·litza en el sistema tetragonal.
L'exemplar que va servir per a determinar l'espècie, el que es coneix com a material tipus, es troba conservat a les col·leccions mineralògiques del departament de Ciències de la Terra del Museu d'Història Natural de Londres (Anglaterra), amb el número de registre: bm 2019,4.

## Formació i jaciments
Va ser descoberta al borehole 1818 del dipòsit de Monchetundra, a l'óblast de Múrmansk (Rússia), on es troba en forma de grans euèdrics d'entre 0,5-10 μm de diàmetre, fent intercreixements amb altres minerals del grup del platí. En aquest indret, l'únic a tot el planeta on ha estat descrita aquesta espècie mineral, es troba associada a hollingworthita, zvyagintsevita, irarsita, tulameenita, calcocita, goethita i covel·lita.